# Landtagswahlkreis Schwaz
Der Wahlkreis Schwaz (Wahlkreis 9) ist ein Wahlkreis in Tirol, der den politischen Bezirk Schwaz umfasst. Bei der Landtagswahl 2013 waren im Wahlkreis Reutte 59.050 Personen wahlberechtigt, wobei bei der Wahl die Österreichische Volkspartei (ÖVP) mit 43,57 % als stärkste Partei hervorging. Die ÖVP hält seit der Landtagswahl 2013 das einzige Grundmandat im Wahlkreise Schwaz.

## Wahlergebnisse
| Landtagswahlen im Landtagswahlkreis Schwaz | Landtagswahlen im Landtagswahlkreis Schwaz | Landtagswahlen im Landtagswahlkreis Schwaz | Landtagswahlen im Landtagswahlkreis Schwaz | Landtagswahlen im Landtagswahlkreis Schwaz | Landtagswahlen im Landtagswahlkreis Schwaz | Landtagswahlen im Landtagswahlkreis Schwaz | Landtagswahlen im Landtagswahlkreis Schwaz | Landtagswahlen im Landtagswahlkreis Schwaz | Landtagswahlen im Landtagswahlkreis Schwaz |
| ------------------------------------------ | ------------------------------------------ | ------------------------------------------ | ------------------------------------------ | ------------------------------------------ | ------------------------------------------ | ------------------------------------------ | ------------------------------------------ | ------------------------------------------ | ------------------------------------------ |
| Wahltermin                                 | GM                                         |                                            | ÖVP                                        | SPÖ                                        | FPÖ                                        | GRÜNE                                      | FRITZ                                      | Sonstige                                   |                                            |
| 13. März 1994                              |                                            | Stimmenanteile (%)                         | 47,35                                      | 20,30                                      | 17,63                                      | 10,03                                      | -                                          | 4,68                                       |                                            |
| 13. März 1994                              | 4                                          | Grundmandate                               | 2                                          | 0                                          | 0                                          | 0                                          | -                                          | 0                                          |                                            |
| 7. März 1999                               |                                            | Stimmenanteile (%)                         | 47,49                                      | 20,84                                      | 22,32                                      | 6,68                                       | -                                          | 2,67                                       |                                            |
| 7. März 1999                               | 4                                          | Grundmandate                               | 2                                          | 0                                          | 1                                          | 0                                          | -                                          | 0                                          |                                            |
| 28. September 2003                         |                                            | Stimmenanteile (%)                         | 53,00                                      | 26,38                                      | 7,90                                       | 12,73                                      | -                                          | -                                          |                                            |
| 28. September 2003                         | 4                                          | Grundmandate                               | 2                                          | 1                                          | 0                                          | 0                                          | -                                          | -                                          |                                            |
| 8. Juni 2008                               |                                            | Stimmenanteile (%)                         | 41,63                                      | 16,37                                      | 11,39                                      | 7,74                                       | 20,53                                      | 2,34                                       |                                            |
| 8. Juni 2008                               | 4                                          | Grundmandate                               | 1                                          | 0                                          | 0                                          | 0                                          | 0                                          | 0                                          |                                            |
| 28. April 2013                             |                                            | Stimmenanteile (%)                         | 43,57                                      | 13,16                                      | 9,49                                       | 9,62                                       | 5,19                                       | 18,83                                      |                                            |
| 28. April 2013                             | 4                                          | Grundmandate                               | 1                                          | 0                                          | 0                                          | 0                                          | 0                                          | 0                                          |                                            |
| 25. Februar 2018                           |                                            | Stimmenanteile (%)                         | 50,83                                      | 14,47                                      | 16,86                                      | 7,75                                       | 5,01                                       | 5,09                                       |                                            |
| 25. Februar 2018                           | 4                                          | Grundmandate                               | 2                                          | 0                                          | 0                                          | 0                                          | 0                                          | 0                                          |                                            |
| 25. September 2022                         |                                            | Stimmenanteile (%)                         | 37,41                                      | 17,61                                      | 22,33                                      | 6,34                                       | 8,72                                       | 7,58                                       |                                            |
| 25. September 2022                         | 4                                          | Grundmandate                               | 1                                          | 0                                          | 1                                          | 0                                          | 0                                          | 0                                          |                                            |